# Mouchard
Mouchard település Franciaországban, Jura megyében. Lakosainak száma 1094 fő (2022. január 1.). Mouchard Cramans, Aiglepierre, Les Arsures, Pagnoz, Port-Lesney, Villeneuve-d’Aval és Villers-Farlay községekkel határos.

## Népesség
A település népességének változása:
| Lakosok száma | 1157 | 1052 | 997  | 1198 | 1162 | 1130 | 1101 | 1070 | 1062 | 1094 |
|               | 1968 | 1982 | 1990 | 2006 | 2013 | 2015 | 2017 | 2019 | 2020 | 2022 |